# Anna Mahler
Pour les articles homonymes, voir Mahler (homonymie).
Anna Justine Mahler (née le 15 juin 1904 à Vienne, en Autriche, et morte le 3 juin 1988 à Hampstead, Londres) est une sculptrice autrichienne.

## Biographie

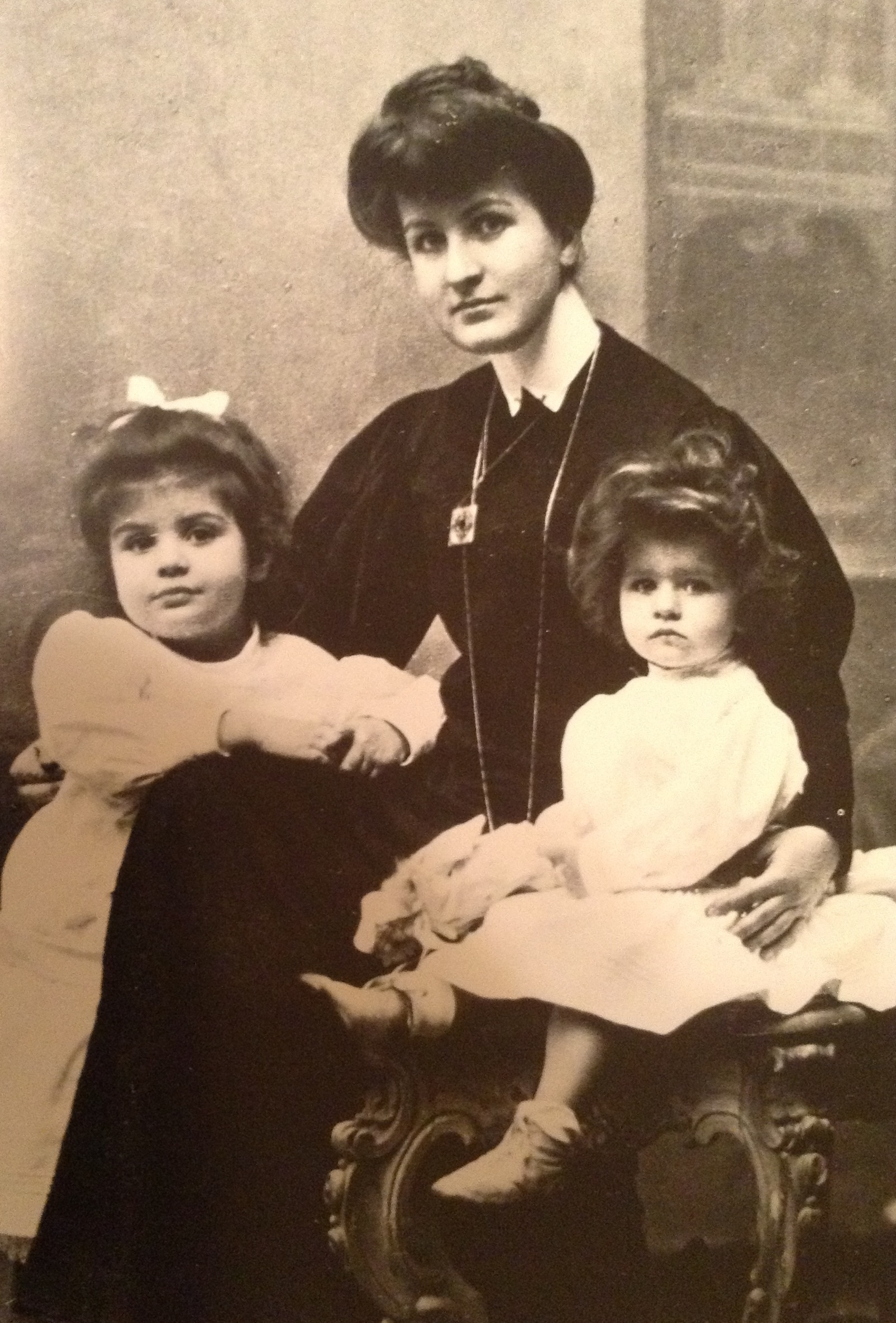
Anna Mahler (à droite) avec sa sœur aînée Maria et sa mère Alma Mahler. Photo carte de visite, datant d'à peu près 1906.

Née à Vienne le 15 juin 1904, Anna Mahler est le deuxième enfant du compositeur Gustav Mahler et de son épouse Alma Schindler. On la surnomme « Gucki » en raison de ses grands yeux bleus (Gucken signifiant en allemand « coup d’œil », « regard furtif »). Son enfance se déroule dans l'ombre des romances de sa mère et des salons qu'elle tient. Maria Mahler (1902-1907), sa sœur aînée, meurt de la scarlatine quand Anna a deux ans. Elle perd aussi son père pendant l'année de ses six ans. Sa mère entretient par la suite une relation avec Walter Gropius, puis avec le peintre expressionniste autrichien Oskar Kokoschka. Elle se remarie avec le premier, et Anna Mahler vit son adolescence dans ce foyer. De cette union naît une fille, Manon Gropius (1916-1935), qui est donc sa demi-sœur.
Anna est éduquée par des précepteurs et côtoie des figures du monde des arts de l'époque, du fait des relations qu'entretient sa mère et son époux avec les sphères intellectuelles autrichiennes. Elle s'éprend d'un compositeur, Rupert Koller, avec qui elle se marie le 2 novembre 1920, alors qu'elle a 16 ans. Le mariage ne dure que quelques mois, et elle part quelques mois après à Berlin pour suivre des études d'art. Dans la capitale allemande, elle s'éprend du compositeur autrichien Ernst Křenek, auquel sa mère, Alma Mahler, demandera par la suite d'achever deux mouvements de la Dixième Symphonie de son époux. Anna l'épouse le 15 janvier 1924 mais le quitte en novembre 1924. Celui-ci fréquente à cette période la violoniste australienne Alma Moodie, qui l'aide à trouver du financement pour composer un concerto pour violon.
Anna Mahler est confrontée jeune aux productions artistiques du peintre autrichien Oskar Kokoschka. Elle pose aussi pour sa belle-mère, la peintre Broncia Koller-Pinell. Après son divorce, Anna étudie l'art à Berlin, à Rome et à Paris pendant les années 1920. 
À l'âge de vingt-six ans, elle se focalise sur la sculpture. Elle suit à Vienne l'enseignement de Fritz Wotruba et devient une sculptrice reconnue.
Elle épouse par la suite l'éditeur Paul Zsolnay, le 2 décembre 1929. Ils ont une fille, Alma Zsolnay (5 novembre 1930 – 15 novembre 2010). Le couple divorce en 1934.
Elle gagne le Grand Prix de Paris en 1937,.
En avril 1939, elle s'installe dans le quartier de Hampstead, à Londres, ayant fui la prise de pouvoir des nazis. Le 3 mars 1943, elle épouse le chef d'orchestre Anatole Fistoulari, avec qui elle a une autre fille, Marina (née le 1er août 1943).
Après la guerre, elle s'installe quelques années en Californie et participe notamment au jeu télévisé You Bet Your Life. Elle divorce de Fistoulari en 1956.
Dans les années 1970, elle épouse Albrecht Joseph (1901-1991), un réalisateur et scénariste hollywoodien. Après la mort de sa mère en 1964, elle retourne à Londres avant de s'installer à Spolète, en Italie, en 1969. Elle divorce de Joseph aux alentours de 1979.
Elle meurt en 1988 à Hampstead, alors qu'elle rendait visite à sa fille Marina. Elle est enterrée au cimetière de Highgate.
Outre la pierre, Anna Mahler sculpte le bronze et réalise tout au long de sa carrière de nombreux portraits de figures artistiques du XXe siècle, par exemple Arnold Schönberg, Alban Berg, Artur Schnabel, Otto Klemperer, Bruno Walter, Rudolf Serkin et Eileen Joyce,.